# Гуки (заповідне урочище)
Гу́ки — заповідне урочище в Українських Карпатах. Об'єкт природно-заповідного фонду Івано-Франківської області. Розташоване за 7 км на захід від села Осмолода Калуського району Івано-Франківської області. Площа 14 га. Статус надано 1980 року. Перебуває у віданні ДП «Осмолодське лісове господарство» (Менчильське л-во, кв. 4, вид. 8, 32). Займає південно-східний макросхил г. Яйко-Перегінське в діапазоні висоти 850-1000 м над рівнем моря.

## Флора
Є унікальним еталоном природи, карпатським пралісом. Характеризується рідкісним складом порід-аборигенів:
- ялина європейська ― 50%
- ялиця біла ― 20%
- бук лісовий ― 10%
- клен-явір ― 10%
- ельм гірський ― 7%
- клен гостролистий ― 3%

У пралісі прослідковується зміна трьох поколінь, спостерігається відтворення корінного деревостану типу лісу-вологої буково-ялицевої рамені. Кількість підросту ― понад 19 тисяч екземплярів на га. Деревостан різновіковий ― 90-210 років, високопродуктивний. 
Лісове угрупування ботанічно цінне, приховує в собі ряд рідкісних та зникаючих видів трав'яного покриву:
- лілія лісова
- лунарія оживаюча
- багаторядник списоподібний
- наперстянка багатоквіткова
- аконіт молдавський
- хвощ великий

Урочище має велике наукове, прироохоронне і господарське значення як рідкісний селекційний об'єкт.
На протилежному від урочища узбіччі дороги можна спостерігати плантацію щеплення кедра на сосні (1971 р). 
У 2007 році за сприяння Посольства Королівства Нідерландів в Україні громадською організацією «Туристичне товариство «Карпатські стежки» було встановлено інформаційно-охоронний знак (аншлаг).